# الطيبة (السفيرة)
الطيبة قرية سوريّة تتبع إداريّاً لمحافظة حلب منطقة السفيرة ناحية الحاجب، بلغ تعداد سكانها (625) نسمة حسب التعداد السكاني لعام 2004.